# Isocyanatgruppe

Isocyanatgruppe

Die Isocyanatgruppe, auch NCO-Gruppe, besteht aus einem Stickstoff-Atom mit einer freien Valenz, welches über eine Doppelbindung an ein Kohlenstoff-Atom gebunden ist, welches wiederum über eine weitere Doppelbindung an ein Sauerstoff-Atom bindet. Diese Gruppe ist Bestandteil der Isocyanate.

## Synthese
Zur Synthese organischer Isocyanate R–N=C=O (R = Organylrest) werden primäre Amine R–NH2 mit Phosgen COCl2 umgesetzt. Analog lassen sich α,ω-Diisocyanate aus primären α,ω-Diaminen und Phosgen herstellen.

## Reaktivität
Organische Isocyanate reagieren mit primären Aminen (R–NH2) in einer Additionsreaktion zu Harnstoffen. Bei der Reaktion von Isocyanaten  mit Alkoholen (R–OH) entstehen Urethane.

## Wirtschaftliche Bedeutung
Die Polyaddition von α,ω-Diisocyanaten mit Diolen und/oder Triolen liefert Polyurethane, die vielfältige Verwendung als Bauschaum, im Automobilbau (Stoßdämpfer, Hinterfütterung des Armaturenbrettes) und als Schuhsohlen finden.